# Франсіско Карвахаль
Франсиско Себастьян Карвахаль-і-Гуаль (ісп. Francisco Sebastián Carvajal y Gual; 9 грудня 1870, Кампече, Мексика — 20 вересня 1932, Мехіко) — мексиканський державний і політичний діяч, тимчасовий президент Мексики з 15 липня по 13 серпня 1914.

## Біографія
За освітою юрист, обіймав ряд посад в адміністрації президента Порфіріо Діаса. 3 травня 1911 під час Мексиканської революції, був посланий Діасом на переговори з лідером повсталих Франсиско Мадеро. У 1913, коли влада в країні перейшла до генерала Вікторіано Уерт, Карвахаль був призначений головою Верховного Суду, а 10 липня 1914 отримав посаду міністра закордонних справ. Коли 15 липня 1914 Уерта пішов в остставку, Карвахаль став президентом країни і займав цей пост протягом менш ніж місяця. 13 серпня Карвахаль пішов у відставку. Новим президентом став Венустіано Карранса; Карвахаль емігрував в США і жив там в Новому Орлеані до 1922, після чого повернувся в Мексику.